# EST N 63625–64799
Die zweiachsigen gedeckten Güterwagen der Gattung N mit den Nummern 63625–64799 der französischen Chemins de fer de l’Est (EST) wurden ab 1884 gebaut. Insgesamt entstanden in den bahneigenen Werkstätten 1175 Exemplare dieser Baureihe. Das Fahrgestell war aus Metall, der Aufbau aus Holz gefertigt. Die Wagen hatten beidseitig in der Wagenmitte je eine 160 cm breite und 200 cm hohe Schiebetüre.